# Puente de los Franceses
El puente de los Franceses es un viaducto ferroviario situado en el distrito de Moncloa-Aravaca de la ciudad española de Madrid. Fue levantado en la segunda mitad del siglo XIX para permitir el paso del ferrocarril del Norte sobre el río Manzanares.

## Toponimia
El puente debe su nombre a la nacionalidad de los ingenieros que idearon el proyecto, de origen francés. Por extensión, también se conoce como Puente de los Franceses al nudo de calles y carreteras existente en sus inmediaciones y pasos elevados.

## Historia

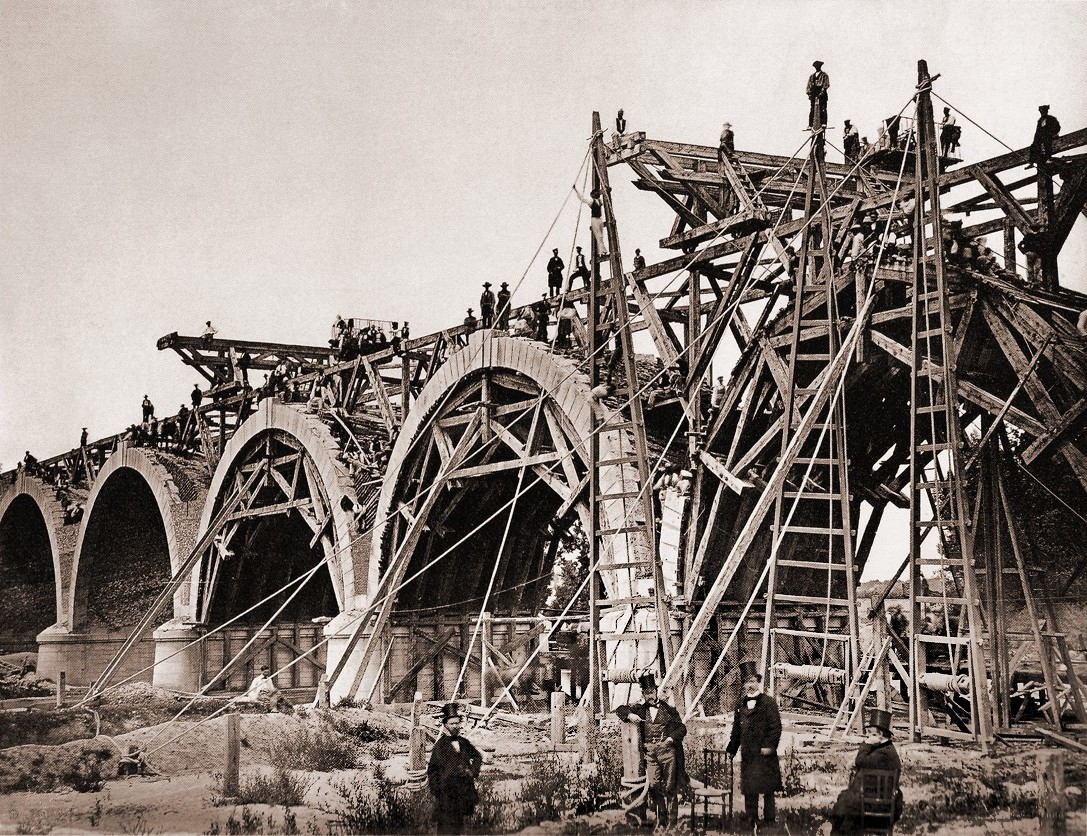
Construcción del Puente de los Franceses en Madrid (Charles Clifford, hacia 1861).

El puente se realizó entre los años 1860 y 1862, dentro de las obras de construcción de la línea férrea del norte, que dieron comienzo en 1856, a iniciativa de la Compañía de los Caminos de Hierro del Norte de España.
El viaducto se encuentra en las proximidades de la antigua Estación del Norte (o del Príncipe Pío), hacia la cual dirigía los trenes de largo recorrido. Este terminal, que empezó a edificarse en 1859, da servicio en la actualidad a los trenes de Cercanías y Media Distancia. Durante la guerra civil española, el puente fue escenario de algunos momentos fundamentales en la defensa de Madrid, significando el bautismo de fuego de las Brigadas Internacionales en la batalla de la Ciudad Universitaria. Estos episodios históricos dieron lugar a una copla cantada por el bando republicano.

Puente de los Franceses, mamita mía, nadie te pasa, porque los milicianos qué bien te guardan. Por la Casa de Campo, mamita mía, y el Manzanares, quieren pasar los moros, mamita mía, no pasa nadie. Madrid ¡qué bien resistes!, mamita mía, los bombardeos. De las bombas se ríen, mamita mía, los madrileños.

## Descripción

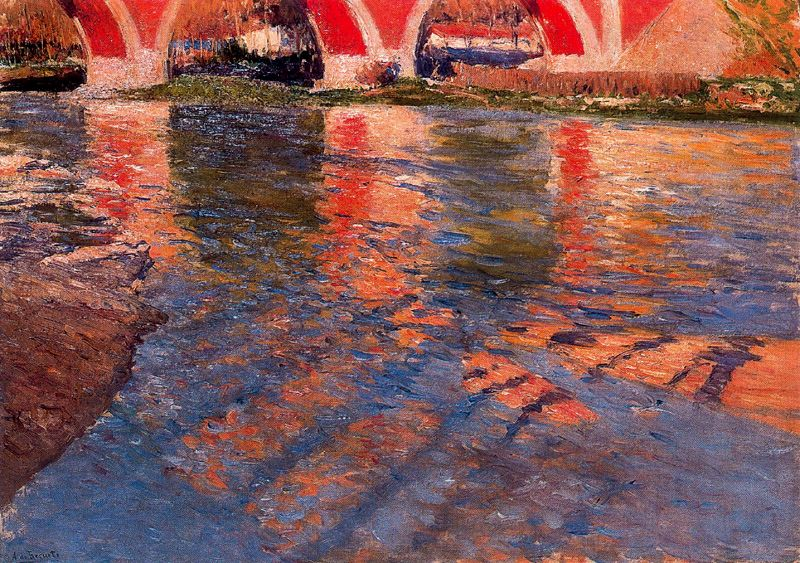
El Manzanares bajo el puente de los Franceses de Aureliano de Beruete

El puente de los Franceses se sostiene sobre cinco ojos, en forma de arco de medio punto en esviaje, y  tres de sus cuatro pilares se levantan directamente sobre el cauce del río. Dado su carácter ferroviario, presenta un aire funcional, caracterizado por la práctica ausencia de elementos ornamentales. Está construido en ladrillo rojo, si bien el dovelado aparece recubierto con sillería de piedra de granito.